# Stephan Karlsén
Bengt Stephan Karlsén, född 5 september 1945 i Sundsvall, är en svensk skådespelare.

## Biografi
Karlsén är utbildad vid Statens scenskola i Stockholm 1967–1970 tillsammans med bland andra Peter Harryson, Per Mattsson och Lil Terselius. Han var anställd vid Stockholms Stadsteater 1970–1992. 1974 medverkade han i Dramatens första sommarspel Den jäktade och 1976 i Vitt äktenskap.
Utöver teatern har Karlsén medverkat i ett flertal filmer och TV-serier. Han debuterade 1968 i Ulf Palmes och Gunnar Höglunds ...som havets nakna vind. Han har även medverkat som röstskådespelare i ett antal tecknade filmer.

## Filmografi (i urval)
- 1968 – ...som havets nakna vind
- 1973 – Bröderna Malm (TV-serie)
- 1974 – Engeln (TV-serie)
- 1983 – Iors födelsedag (röst)
- 1983 – Musse Piggs julsaga (röst till jätten Ville)
- 1985 – Taran och den magiska kitteln (berättarröst samt övriga röster i originaldubb)
- 1987 – Peta näsan (TV-serie)
- 1988 – Livsfarlig film
- 1988 – Landet för längesedan (röst som Ceras pappa)
- 1990 – Prinsen och Tiggarpojken (röst som Svarte Petter)
- 1991 – T. Sventon och fallet Isabella
- 1994 – Spider-Man (TV-serie) (röst som Doctor Strange och Dormammu)
- 1995 – Pocahontas (röst som Ben)
- 1995 – Janne Långben - The Movie (röst som Svarte Petter)
- 1995 – Pinocchio (1940) (röst i nydubbning som Stromboli)
- 1997 – Beck – Lockpojken
- 1997 – Skilda världar (TV-serie)
- 1998 – Sista kontraktet
- 1999 – Rederiet (TV-serie)
- 1999 – Digimon (TV-serie) (röst som Gennai och VenomMyotismon)
- 1999 – Kurage, den hariga hunden (röst som Katz, dr. Le Quack samt övriga röster)
- 1999 – S:t Mikael (TV-serie)
- 1999 – Asterix och Obelix möter Caesar (röst som Crabbofix och Olibrius)
- 1999 – Pokémon – Filmen (röst som Mewtwo)
- 2000 – Digimon - Filmen (röst som bl.a. Gennai)
- 2000 – En extremt långbent film (röst som Svarte Petter)
- 2001–2003 – Hos Musse (TV-serie) (röst som Svarte Petter)
- 2001 – Jimmy Neutron: Underbarnet (röst som kung Geggbot V)
- 2002 – c/o Segemyhr (TV-serie) (ett avsnitt)
- 2003 – Nåt i kikaren
- 2005 – Kocken
- 2004 – Yu-Gi-Oh! Filmen (röst som Solomon Muto)
- 2004 – Mongolpiparen
- 2005 – Styckmordet
- 2005 – Kalle och chokladfabriken (röst som dr. Wilbur Wonka)
- 2006 – Asterix och vikingarna (röst som Majestix)
- 2006 – Bondgård (röst som bonde, flygande sköldpadda och bartender)
- 2006 – Avatar: Legenden om Aang (TV-serie) (röst som Long Feng)
- 2008 – Asterix på olympiaden (röst som Majestix)
- 2008 – Kung Fu Panda (övriga röster)
- 2008 – Star Wars: The Clone Wars (TV-serie) (röst som greve Dooku)
- 2008 – Himmelblå (TV-serie)
- 2010–2013 – Transformers Prime (TV-serie) (röst som Optimus Prime)
- 2010 – Umizoomi (TV-serie) (röst som Vaktmus)
- 2011 – The Girl with the Dragon Tattoo
- 2012 – SvampBob Fyrkant (TV-serie) (nuvarande röst som Herr Krabba)
- 2014 – Big Hero 6 (röst som general)
- 2015 – Drakryttarna (TV-serie) (röst som Ryke Grymsten)
- 2015 – Svampbob Fyrkant: Äventyr på torra land (röst som Herr Krabba och Painty)
- 2016 – Kung Fu Panda 3 (röst som Li Shan (Pos pappa))
- 2016 – Milo - månvaktaren (röst som Necross)
- 2020 – Top Wing (TV-serie) (röst som Farfar CJay och Valter)
- 2020 – Svampbob: Svamp på rymmen (röst som Herr Krabba)
- 2022 – Folk och rövare i Kamomilla stad (röst som berättare)

## Teater

### Roller (ej komplett)
| År   | Roll                   | Produktion                                                              | Regi                                                   | Teater                 |
| ---- | ---------------------- | ----------------------------------------------------------------------- | ------------------------------------------------------ | ---------------------- |
| 1971 | Pete                   | Räddad (Saved) Edward Bond                                              | Jan Håkanson                                           | Stockholms stadsteater |
| 1971 | Hovmästaren Gardet     | Slutet gott, allting gott William Shakespeare                           | Jonas Cornell                                          | Stockholms stadsteater |
| 1972 | Underläkaren           | Tillståndet Kent Andersson och Bengt Bratt                              | Fred Hjelm                                             | Stockholms stadsteater |
| 1973 | Liljecrona             | Gösta Berlings saga Selma Lagerlöf                                      | Johan Bergenstråhle Marie-Louise De Geer Bergenstråhle | Stockholms stadsteater |
| 1976 | Lars Bläckhorn         | Den jäktade Ludvig Holberg                                              | Henning Moritzen                                       | Dramaten               |
| 1977 | En soldat En invalid   | Slaget vid Lobositz Peter Hacks                                         | Friedo Solter                                          | Stockholms stadsteater |
| 1979 | Filmregissören         | Söndagsgäster Björn Runeborg                                            | Stig Ossian Ericson                                    | Stockholms stadsteater |
| 1980 | Renhållningsarbetaren  | Till Fedra Per Olov Enquist                                             | Gunilla Berg                                           | Stockholms stadsteater |
| 1982 | Stallmästare Härold    | Historien om en häst Leo Tolstoj                                        | Lars Edström                                           | Stockholms stadsteater |
| 1983 | Ira-officer Skollärare | Gisslan Brendan Behan                                                   | Kåre Santesson                                         | Stockholms stadsteater |
| 1983 | Rodé                   | Tre systrar Anton Tjechov                                               | Otomar Krejča                                          | Stockholms stadsteater |
| 1985 | En arbetare            | Herr Puntila och hans dräng Matti Bertolt Brecht                        | Fred Hjelm                                             | Stockholms stadsteater |
| 1986 | Man 2                  | Parken Botho Strauss                                                    | Jan Maagaard                                           | Stockholms stadsteater |
| 1997 | Krupke                 | West Side Story Leonard Bernstein, Stephen Sondheim och Arthur Laurents | Richard Herrey                                         | Oscarsteatern          |